# Christian Ahlmann
Christian Ahlmann (n. 17 decembrie 1974, Marl, Republica Federală Germania, Germania) este un sportiv german, medaliat olimpic. A participat la 4 ediții ale Jocurilor Olimpice (2004, 2008, 2012, 2016) în care a câștigat o medalie de bronz.